# Amanda Reid
Pour les articles homonymes, voir Reid.
Amanda Reid, née Fowler le 12 novembre 1996, est une nageuse, cycliste et snowboardeuse paralympique australienne. Elle représente l'Australie aux Jeux paralympiques d'été de 2012 en natation,. Aux Jeux de Rio en 2016, elle remporte une médaille d'argent en contre-la-montre 500 m féminin C1–3 , et aux Jeux de Tokyo 2020, une médaille d'or dans la même course. En 2023, elle remporte une médaille d'or aux Championnats du monde de para snowboard.
Aux Jeux paralympiques de Paris 2024, elle conserve son titre sur le 500 m C1–3 avec un temps pondéré de 36,676 secondes.

## Biographie
Reid est née le 12 novembre 1996 avec une tétraplégie spastique et une déficience intellectuelle,. Elle est originaire de la ville de Blaxland, dans les Montagnes Bleues en Nouvelle-Galles du Sud,. Elle a des origines ancestrales parmi les peuples Wemba-Wemba (en) et Kuringgai (en). Elle fréquente le Blaxland High School (en) et le Endeavour Sports High School (en),.

## Carrière

### Patinage de vitesse
À l'âge de neuf ans environ, elle remporte des titres nationaux dans des compétitions de patinage de vitesse sur piste courte pour personnes valides, devenant ainsi la première personne à remporter des titres d'État australien et néo-zélandais dans sa catégorie d'âge la même année,.

### Natation

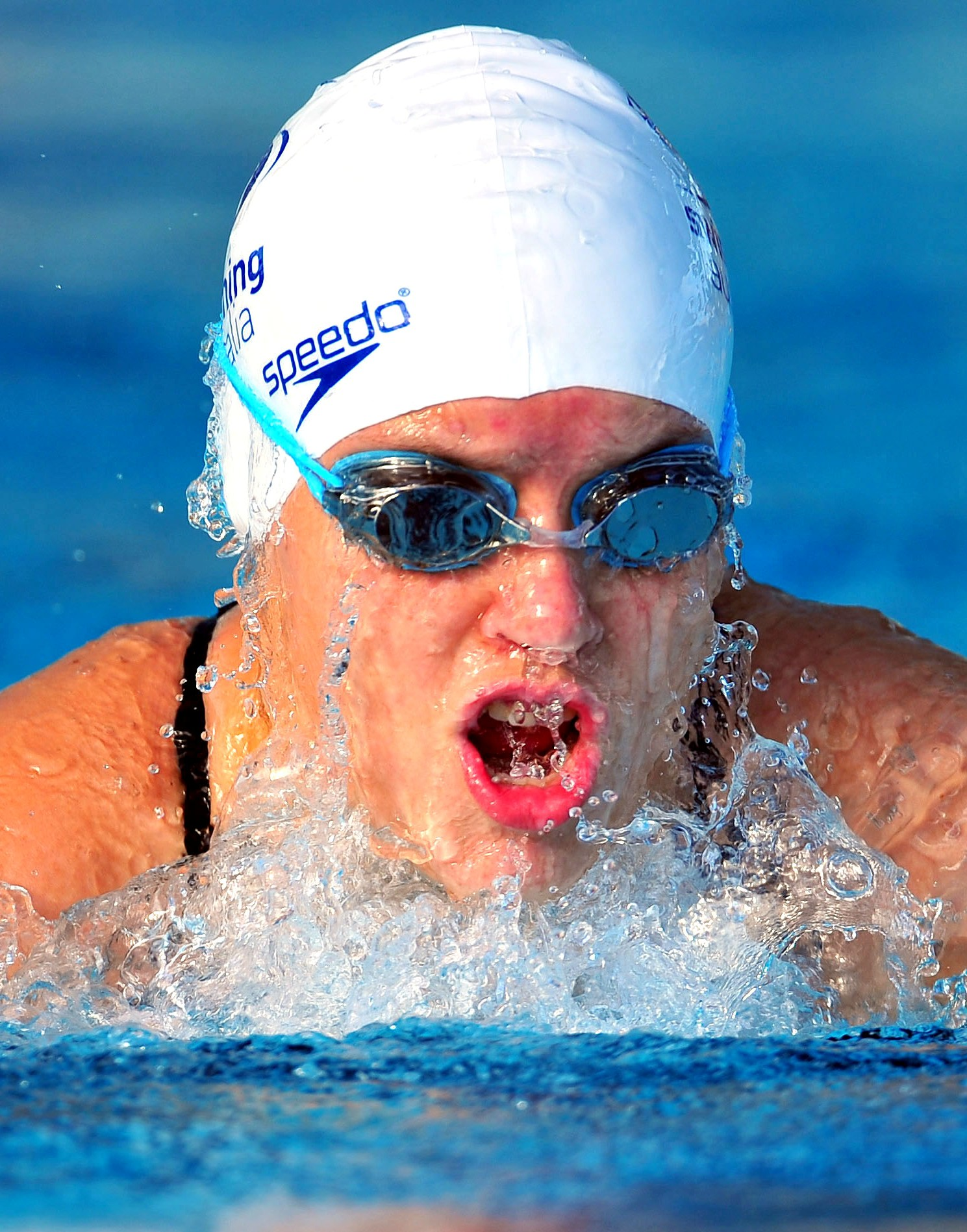
Fowler nageant aux Championnats paralympiques d'Océanie 2011.

Reid est une nageuse classée S14. Elle est classée comme nageuse S8 pour les championnats multi-classes de Nouvelle-Galles du Sud 2015. Elle est membre du club de natation de Woy Woy,. Aux Championnats australiens de natation toutes écoles de 2010, elle remporte dix médailles, dont huit d'or. Elle participe aux Jeux mondiaux de 2011 à l'âge de quatorze ans. Elle est sélectionnée pour représenter l'Australie aux Jeux paralympiques d'été de 2012 en natation dans l'épreuve du 100 mètres brasse S14.

### Cyclisme
Après les Jeux de 2012, elle change son nom de famille en Reid et se tourne vers le cyclisme. Lors de sa première grande compétition internationale, elle remporte une médaille d'argent en 500 m C2 Championnats du monde 2016 à Montichiari, en Italie.
Aux Jeux paralympiques d'été de 2016, elle remporte une médaille d'argent sur le 500 m C1–3. Ses autres résultats sont 11e au contre-la-montre sur route féminin C1-3 et à la course sur route féminine C1-3.
En 2016, elle est boursière du New South Wales Institute of Sport.
Aux Championnats du monde 2017 à Los Angeles, Reid remporte des médailles d'or sur le 500 m C2 et sur la poursuite individuelle C2 et une médaille d'argent en scratch féminine C1–3.
Aux Championnats du monde 2018 à Rio de Janeiro, elle remporte la médaille d'argent sur le 500 m C2.
Aux Championnats du monde 2019 à Apeldoorn, aux Pays-Bas, Reid remporte la médaille d'or sur le 500 m C2 avec un nouveau record du monde de 39.505 secondes et une médaille d'argent dans la course scratch féminine C1–C2,.
Aux Championnats du monde 2020 à Milton, en Ontario, elle remporte deux médailles d'or : le contre-la-montre féminin C2 et l'omnium féminin C2.
Reid remporte sa première médaille d'or paralympique au 500 m C1-3 aux Jeux paralympiques de Tokyo 2020 avec un record du monde de 35,581. Elle participe également au sprint par équipes mixtes C1-5 avec Meg Lemon (en) et Gordon Allan (en) où ils se classent neuvième.
Aux Championnats du monde 2022 à Baie-Comeau, elle termine quatrième au contre-la-montre féminin C2 et ne termine pas la course sur route féminine C2.
Aux Championnats du monde 2022 à Saint-Quentin-en-Yvelines, en France, elle remporte les médailles d'or du contre-la-montre féminin C2, de l'omnium féminin C2 et de la course scratch féminine C2, ainsi qu'une médaille d'argent dans la poursuite individuelle féminine C2. Aux Championnats du monde 2023 à Glasgow, en Écosse, elle remporte les médailles d'or au 500 m C2 et sur l'omnium C2, une médaille d'argent au scratch C2 et une médaille de bronze en poursuite individuelle féminine C2,,,.
Aux Championnats du monde 2024 à Rio de Janeiro, elle remporte des médailles d'or au 500 m C2 (sa cinquième victoire consécutive dans cette épreuve aux championnats) et le scratch C1–C2,.
Pour ses troisièmes Jeux paralympiques en 2024 à Paris, elle conserve son titre paralympique en 500 m C2.

### Snowboard
Elle remporte la médaille d'or en snowboard cross féminin SB-LL1 et la médaille de bronze en snowboard dual bank SB-LL1 féminin aux Championnats du monde de para snowboard 2023 à La Molina,.

### Controverse
En 2018, il est rapporté que l'ancien entraîneur de Reid, Simon Watkins, l'a accusée d'avoir exagéré ses conditions et symptômes physiques et intellectuels. Le Comité paralympique australien rejette ces allégations, les qualifiant d'« opinion » d'un professionnel non médical, affirmant qu'elle a subi des « processus d'évaluation rigoureux » et qu'il n'est « pas rare de changer de classification ».

## Distinctions
- 2017 : Personnalité sportive de l’année de la NAIDOC[11]
- 2017 : Athlète handicapé de la Nouvelle-Galles du Sud
- 2017 : Ambassadrice l'Australia Day pour le Conseil régional de Dubbo[8]
- 2017 : Bourse d’études du Temple de la renommée du sport australien[14]
- 2022 : Médaille de l’Ordre d’Australie pour services rendus au sport en tant que médaillée d’or aux Jeux de Tokyo 2020[42]
- 2023 : Athlète féminine paralympique de l’année de Snow Australia[43]
- 2023 : Sportif national handicapé de l’année aux National Indigenous Sporting Awards[44]
- 2023 : Cycliste australienne de l'année – Trophée Sir Hubert Opperman et médaille Oppy et paracycliste sur piste féminine de l'année AusCycling[45]